# Anatopynia apicincta
Anatopynia apicincta är en tvåvingeart som först beskrevs av Freeman 1959.  Anatopynia apicincta ingår i släktet Anatopynia och familjen fjädermyggor. Inga underarter finns listade i Catalogue of Life.